# (19691) Iwate
(19691) Iwate ist ein Asteroid des Hauptgürtels, der am 9. September 1999 von Astronomen der LONEOS an der Anderson Mesa Station (IAU-Code 688) des Lowell-Observatoriums in Arizona entdeckt wurde.
Der Asteroid wurde am 6. Mai 2012 nach der japanischen Präfektur Iwate benannt, der zweitgrößten Präfektur in Japan im Norden von Honshū. Das Mizusawa Observatorium zur Bestimmung der Erdrotation ist dort beheimatet.
Der Himmelskörper gehört zur Lydia-Familie, einer nach (110) Lydia benannten Gruppe von Asteroiden.